# Unciherpiinae
De Unciherpiinae is een onderfamilie van weekdieren uit de orde Cavibelonia.

## Geslachten
- Sialoherpia Salvini-Plawen, 1978
- Unciherpia Garcia-Álvarez, Salvini-Plawen & Urgorri, 2001
- Uncimenia Nierstrasz, 1903